# Store Spjellerup
Store Spjellerup ist eine dänische Ortschaft mit 230 Einwohnern (Stand 1. Januar 2023). Die Ortschaft liegt im Kirchspiel Spjellerup (Spjellerup Sogn), das bis 1970 zur Harde Fakse Herred im damaligen Præstø Amt gehörte. Mit der Auflösung der Hardenstruktur wurde das Kirchspiel in die Fakse Kommune im damaligen Storstrøms Amt aufgenommen, die Kommune wiederum ging mit der Kommunalreform zum 1. Januar 2007 in der Faxe Kommune in der Region Sjælland auf.
Store Spjellerup liegt etwa vier Kilometer südlich von Karise, etwa neun Kilometer östlich von Faxe und circa 24 km südlich von Køge.